# کوچک شدن شگفت‌انگیز مرد
کوچک شدن شگفت‌انگیز مرد (انگلیسی: The Incredible Shrinking Man) فیلمی در ژانر علمی-تخیلی به کارگردانی جک آرنولد محصول سال ۱۹۵۷ کشور ایالات متحده آمریکا است.

## بازیگر
- گرانت ویلیامز در نقش Robert "Scott" Carey
- رندی استوارت در نقش Louise Carey
- آپریل کنت در نقش Clarice Bruce
- پال لنگتون در نقش Charlie Carey
- ریموند بیلی در نقش Dr. Silver
- ویلیام شارلت در نقش Dr. Bramson
- دیانا دارین در نقش the nurse
- Billy Curtis در نقش midget
- Orangey در نقش Butch the cat